# Bócz család

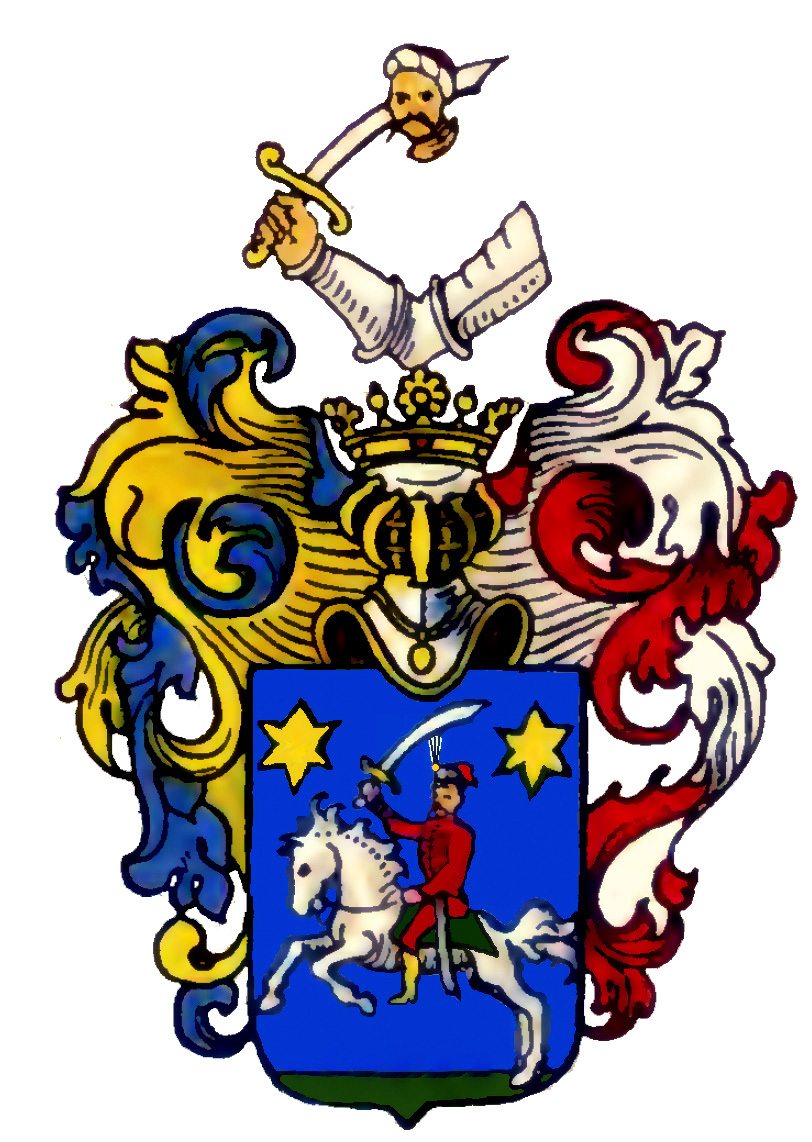
köpeczi Bócz család címere

A köpeczi és kiskéri Bócz család székely nemesi család.  A család tagjai már a XVI. században az erdélyi fejedelmek alatt harcoltak. Tamás és Imre 1599-ben a havasalföldi hadjáratban estek el. István és gyermekei Apafi Mihály fejedelemtől, 1677. május 21-én nyertek címeres levelet, mely Háromszéken 1677. szeptember 1-én hirdettetett ki. A címerszerző István fiai 1713-ban osztoztak a köpeczi birtokon. Idővel a család átszármazott Nyitrába, hol Kis-Kér és Apátur-Kér helységekben volt birtokos. Egy ága a XIX. század első felében Bihar vármegyébe telepedett le. Tagjai közül Alajos a pécsi, Géza a nagyváradi kir. tábla bírája. 
Címerük: Kék pajzsban, zöld téren, fehér lovon ülő piros öltözetű vitéz, jobbjában karddal, baljában a ló kantárját fogja; a pajzs két felső szögletében egy-egy aranycsillag látszik. — Sisakdísz: páncélos kar karddal s azon egy török fő. — Foszlányok: arany-kék, ezüst-piros

## Jelentősebb családtagok
- „Nevezetesebb tagjaiból felemlítendő Lajos, ki a szabadságharczban mint honvédszázados vesz részt; később a kultuszminisztériumban tanácsosi rangra emelkedett; meghalt 1893-ban 64 éves korában, fia István a bécsi Teresiánumban nevekedett.” -Háromszék nemesi családjai 1902, szerkesztette: Pálmay József
- köpeczi Bócz József , Alsó-Fehérvármegye tiszti főorvosa és egyúttal a nagyenyedi kórház igazgatója.
- vitéz köpeczi Bócz Endre (köpeczi Bócz József fia)  népfelkelő főhadnagy, (Cs. Szabó Kálmán sógora) aki az 1919-es sóvidéki felkelés egyik vezetője és szervezője volt. A felkelés leverése után a románok brutálisan megkínozták és 1921-ben meg is halt. 1926-ban posztumusz Horthy Miklós vitézzé nyilvánította és családja a Kunszentmiklóson kapott vitézi birtokot.
- Köpeczi-Boócz Lajos színész.

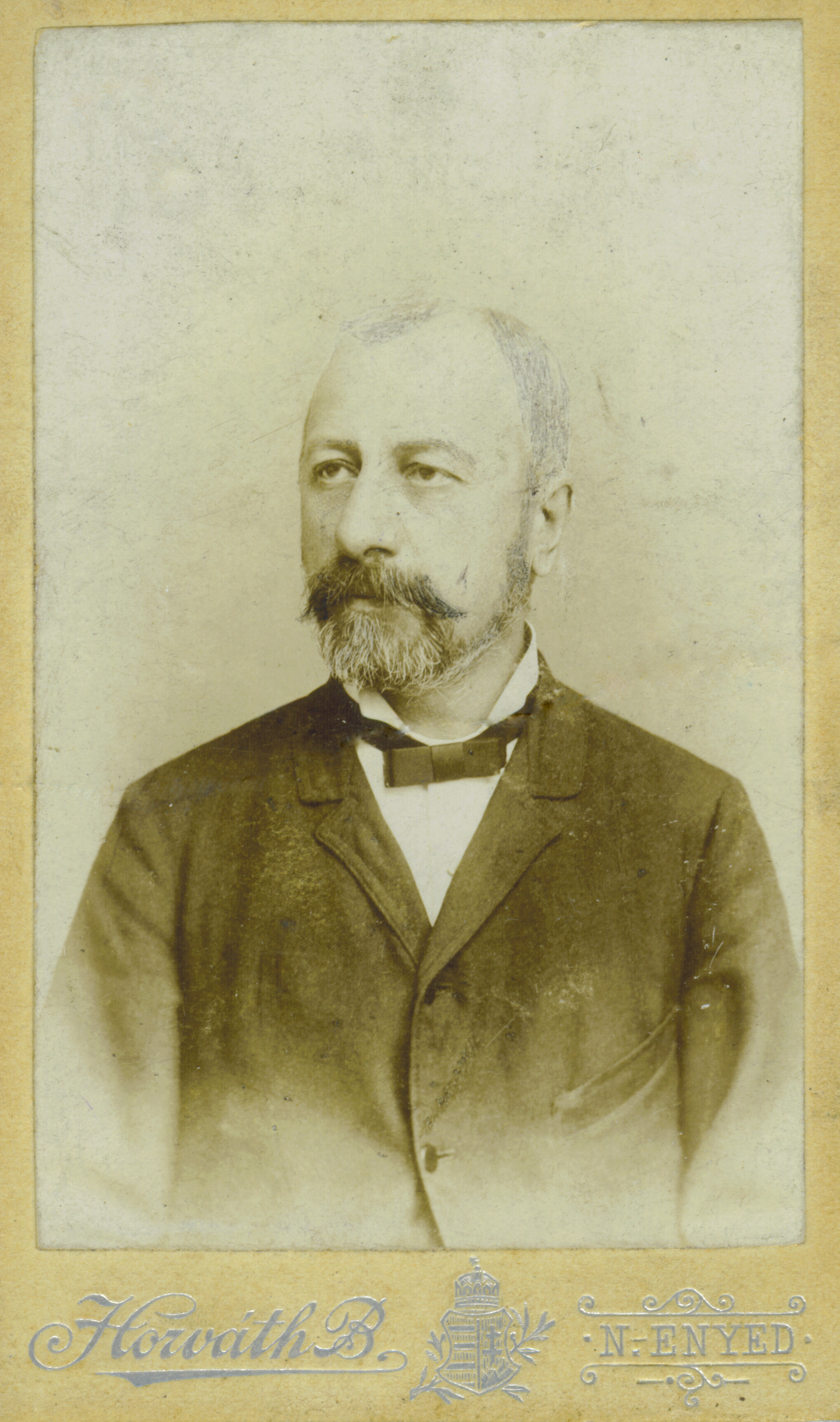
dr. köpeczi Bócz József
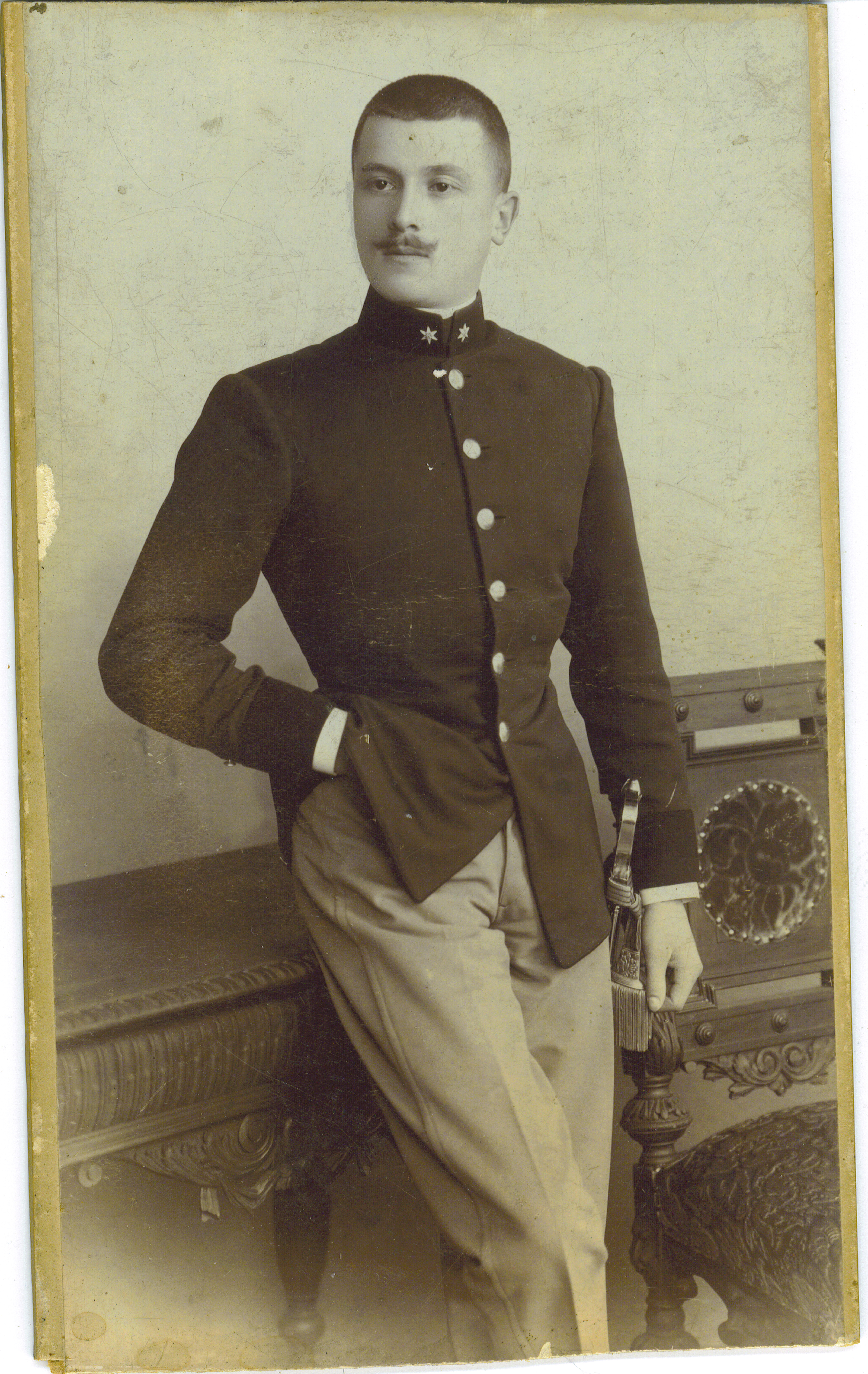
vitéz köpeczi Bócz Endre